# Volksentscheid zum kommunalen Bürgerentscheid in Bayern
Der Volksentscheid zum kommunalen Bürgerentscheid wurde am 1. Oktober 1995 in Bayern abgehalten. Er kam aufgrund des erfolgreichen Volksbegehrens „Mehr Demokratie in Bayern: Bürgerentscheide in Gemeinden und Kreisen“ zustande, das der Verein Mehr Demokratie zusammen mit einem zivilgesellschaftlichen Bündnis gestartet hatte. Ziel des Volksbegehrens war es, durch die Einführung von Bürgerbegehren und Bürgerentscheiden, auch auf der kommunalen Ebene Instrumente der direkten Demokratie in Bayern zu schaffen. So sollten Angelegenheiten des eigenen Wirkungskreises einer Gemeinde oder eines Landkreises von den Gemeinde- bzw. Kreisbürgern selbst beschlossen werden können. Der Landtag erarbeitete eine Gegenvorlage zu dem Vorschlag der Initiative, die zwar ebenfalls die Einführung dieser Instrumente vorsah, allerdings höhere Beteiligungshürden beinhaltete. Im Volksentscheid erhielt die Vorlage der Initiative mit 57,8 % eine Mehrheit der Ja-Stimmen und war damit angenommen.

## Ablauf
Die Kampagne des Vereins Mehr Demokratie in Bayern e.V. zur Einführung von Bürgerbegehren und -entscheiden in den Städten und Gemeinden wurde 1993 gestartet. Ein Antrag auf ein Volksbegehren konnte am 31. Oktober 1994 eingereicht werden, 35.291 Menschen unterstützten dies mit ihrer Unterschrift. Im Frühjahr 1995 kam es zum Volksbegehren. Knapp 1,2 Millionen Menschen (13,7 %) und damit deutlich mehr als die erforderlichen 10 % unterstützten das Begehren. Am 1. Oktober 1995 kam es damit zum Volksentscheid. Trotz einer Gegenvorlage der Landtagsmehrheit stimmten 57,8 % für "Mehr Demokratie in Bayern". Der Gegenentwurf des Landtags erhielt nur 38,7 %, die Wahlbeteiligung liegt bei 36,9 %. Die ebenfalls auf den Weg gebrachten Erleichterungen der Volksgesetzgebung auf Landesebene wurden durch das bayerische Verfassungsgericht später teilweise revidiert. Da dieses Gerichtsurteil von den Verfechtern der direkten Demokratie weithin als politisches Urteil wahrgenommen wurde, strebte Mehr Demokratie in Bayern, seit 1997 ein Landesverband des umbenannten Bundesvereins, einen weiteren Volksentscheid zur Änderung des Wahlmodus der bayerischen Verfassungsrichter an. Dieser sah vor, dass die Richter nicht wie bislang mit einfacher Mehrheit, sondern nur mit Zweidrittelmehrheit vom Landtag gewählt und wiedergewählt werden können. Das 2000 hierzu erforderliche Volksbegehren scheiterte jedoch, ebenso wie der erneute Versuch, die landesweite Volksgesetzgebung zu erleichtern, an der Unterschriftenhürde.

## Rechtliche Aspekte
Bürgerbegehren und Bürgerentscheide waren zunächst weder in der bayerischen Verfassung noch in der Gemeinde- bzw. Landkreisordnung vorgesehen und wurden erst 1995 durch das Volksbegehren eingeführt, welches diese Instrumente in die bayerische Verfassung (Art. 7 und Art. 12) sowie in die bayerische Gemeindeordnung
GO und Landkreisordnung (Art. 12a LKrO) einführte.
Das Verfahren ist zweistufig und besteht aus
- Bürgerbegehren und
- Bürgerentscheid.

Für ein Bürgerbegehren muss zunächst eine ausreichende Anzahl von Unterstützungsunterschriften gesammelt werden. Die notwendige Mindestzahl richtet sich nach der Einwohnerzahl der Kommune und liegt zwischen 3 % und 10 % der Gemeinde- oder Kreisbürger, in kleineren Kommunen ist ein größerer prozentualer Anteil notwendig. Ist diese Hürde erreicht und das Bürgerbegehren zulässig, kann der Gemeinderat bzw. der Kreistag das Begehren übernehmen, andernfalls findet ein Bürgerentscheid statt. Das Kommunalgremium ist aber nicht verpflichtet, die Sachfrage zu behandeln. Die Abhaltung eines Bürgerentscheides kann aber auch ohne vorheriges Bürgerbegehren vom Gemeinderat oder Kreistag beschlossen werden (sogenanntes Ratsbegehren). Ein Bürgerentscheid ist entsprechend der Mehrheit der abgegebenen Stimmen entschieden, sofern diese Mehrheit das notwendige Abstimmungsquorum überschreitet. Das Quorum liegt zwischen 10 % und 20 % der Stimmberechtigten, wiederum abhängig von der Einwohnerzahl der Kommune. Ein erfolgreicher Bürgerentscheid wirkt wie ein Beschluss des Gemeinderats oder Kreistags.

## Folgen
Von November 1995 bis August 2010 fanden in Bayern insgesamt 1.694 Bürgerbegehren und 981 Bürgerentscheide (davon 78 vom Gemeinderat initiiert) statt. Damit wurden in diesem Zeitraum allein in Bayern mehr direktdemokratische Verfahren auf kommunaler Ebene durchgeführt, als in allen anderen Bundesländern Deutschlands zusammen. Etwa jeder zweite Bürgerentscheid endete im Sinne der Initiatoren. In 49 % der Entscheide wurden der Vorschlag des Bürger- oder Ratsbegehrens angenommen, zu 45 % abgelehnt und 6 % der Bürgerentscheide scheiterten am notwendigen Quorum.